# Petar Blagojević
Petar Blagojević (en cirílico serbio: Петар Благојевић; y en alemán: Peter Plogojowitz; muerto en 1725) era un campesino serbio que se creía que se había convertido en vampiro después de su muerte y que había matado a nueve de sus aldeanos. El caso fue uno de los casos más antiguos y mejor documentados de historia de vampiros. Fue descrito en el informe de un funcionario imperial austríaco, que presenció dichos casos. Los estudiosos han notado la influencia del caso de Blagojević sobre el desarrollo de la imagen del vampiro moderno en la cultura popular occidental.

## El caso
Petar Blagojević vivía en un pueblo llamado Kisilova (posiblemente la ciudad moderna de Kisiljevo), en la parte de Serbia que temporalmente pasó del Imperio Otomano al Imperio Habsburgo después del Tratado de Passarowitz (1718) y regresó a manos otomanas en 1739 tras la nueva firma del Tratado de Belgrado. Blagojević había muerto en 1725, y su fallecimiento fue seguido por una serie de repentinas muertes en el entorno del pueblo. Todas después de enfermedades o empeoramientos de la salud súbitos de apenas horas. En ocho días, nueve personas perecieron. En sus lechos de muerte, las víctimas supuestamente afirmaron haber sido estranguladas por Blagojević por la noche. Además, la viuda de Blagojević declaró que la había visitado. Posteriormente, por miedo a represalias decidió abandonar Kisilova. En otras leyendas, se dice que Blagojević regresó a su casa demandando a su hijo como sustento para él, y cuando se negaron a tal propósito, Blagojević lo asesinó brutalmente, probablemente mordiendo y bebiendo su sangre. Los aldeanos decidieron desenterrar el cuerpo y examinarlo en busca de signos de vampirismo, como el crecimiento de cabello, barba, uñas, y la ausencia de descomposición.
Los habitantes de Kisilova exigieron que un intendente imperial, apellidado Frombald, junto con el sacerdote local, estuviera presente en el procedimiento como representante de la administración. Frombald intentó convencerlos de que primero debía buscarse el permiso de las autoridades austriacas en Belgrado. Los lugareños se negaron porque temían que para cuando llegara el permiso, toda la comunidad podría ser exterminada por el vampiro, que afirmaban que ya había ocurrido "en tiempos turcos" (es decir, cuando el pueblo todavía estaba en la parte de Serbia controlada por los otomanos). Exigieron que el propio Frombald permitiera el procedimiento de inmediato o, de lo contrario, abandonarían la aldea para salvar sus vidas. Frombald se vio obligado a consentir.
Junto con el sacerdote local, llamado Veliko Gradište, se exhumó el cadáver. El cuerpo no estaba descompuesto, el cabello y la barba crecían, había "piel y uñas nuevas" (mientras que las viejas se habían desprendido) y se podía ver sangre en la boca. Después de eso, las personas, que "se indignaron más que se angustiaron", procedieron a replantear el cuerpo a través del corazón, lo que provocó que una gran cantidad de sangre "completamente fresca" fluyera a través de las orejas y la boca del cadáver. Finalmente, el cuerpo fue quemado. Frombald concluyó su informe sobre el caso con la solicitud de que, en caso de que se descubriera que estas acciones eran incorrectas, no se le debía culpar por ellas, ya que los aldeanos estaban "al margen de ellos con miedo". Al parecer, las autoridades no consideraron necesario tomar ninguna medida con respecto al incidente.
El informe sobre este evento fue uno de los primeros testimonios documentados sobre las creencias de los vampiros en Europa del Este. Fue publicado por el diario vienés Wiener Zeitung. Este caso se tradujo ampliamente junto con el de Arnold Paole, con quien compartía diversas similitudes, contribuyendo a la moda del vampiro en el siglo XVIII en Alemania, Francia y el Reino Unido. Se sabe que los extraños fenómenos o apariencias que presenciaron los funcionarios austriacos acompañan el proceso natural de descomposición del cuerpo.

## Comentarios
En la obra De masticatione mortuorum in tumulis (1725), Michaël Ranft intentó explicar las creencias populares de los vampiros. Escribió que, en el caso de la muerte de cada aldeano, alguna otra persona, probablemente relacionada con los primeros muertos, que vio o tocó el cadáver, eventualmente moría por alguna enfermedad relacionada con la exposición al cadáver o por un delirio frenético causado por el pánico de simplemente ver el cadáver. Estas personas moribundas dirían que el hombre muerto se les apareció y las torturó de muchas maneras. Las otras personas en la aldea exhumaban el cadáver para ver qué había estado haciendo.